# Mees Kees op kamp (musical)
Mees Kees Op Kamp is een Nederlandse familiemusical van Stent Producties. De musical startte in december 2023 en op 14 januari 2024 ging de musical in première.

## Geschiedenis
De musical Mees Kees Op Kamp werd op 27 oktober 2021 door Stent Producties aangekondigd. De première stond gepland voor het najaar van 2022. De hoofdrollen werden op 1 april 2022 bekend gemaakt. Uiteindelijk werd de musical met één seizoen uitgesteld en ging de kaartverkoop in een aantal theaters op 10 januari 2023 van start. De musical ging in december 2023 van start en op 14 januari 2024 in première.
De rol van Mees Kees zou worden gespeeld door Merijn Oerlemans, maar in november 2023 maakte de producent Stent Producties bekend dat Oerlemans werd vervangen door Luuk Haaze. Reden zouden de omstandigheden van Oerlemans zijn.
In december 2023 voegde het productiebedrijf twee nieuwe datums voor de show toe.

## Verhaal
Stagiair Kees mag met zijn klas op kamp. Mevrouw Dreus geeft een werkplan mee, waar Mees Kees zich aan moet houden. De uitvoering van het plan gaat echter niet zoals het moet.

## Cast
| Acteur                                                                       | Personage               |
| ---------------------------------------------------------------------------- | ----------------------- |
| Luuk Haaze                                                                   | Mees Kees               |
| Mylène d'Anjou                                                               | Mevrouw Dreus           |
| Anouk van Nes                                                                | Katrien / Moeder Tobias |
| Thomas Koekkoek Luca van Ammers Mees Sidler Olivier Schipper                 | Tobias                  |
| Joris Hetterscheit Tobias Tuit Aïden Maij Max Roest                          | Sep                     |
| Kaey van den Berg Tijn Palmen Stef Smits Koen van Ree                        | Fred                    |
| Timora Aikins Megan Noordwijk Mila Besselaar Rosalie Wegman                  | Winnie                  |
| Nova Meens Nalani Rijsdam Fieke Matthee Amelia Simion                        | Hasna                   |
| Linde van den Bos Lara Lina Uribeechevarria Caithlin van Gils Floor Ligthart | Lieke                   |

## Crew
| Functie(s)                                      | Naam                 | bijzonderheden                   |
| ----------------------------------------------- | -------------------- | -------------------------------- |
| Boekenschrijfster                               | Mirjam Oldenhave     | Nauw betrokken bij de productie. |
| Producent                                       | Giovanni Sturkenboom |                                  |
| Script en liedteksten                           | Allard Blom          |                                  |
| Regie en choreografie                           | Martin Michel        |                                  |
| Muziek                                          | Marnix Wetzer        |                                  |
| Decorontwerp                                    | Marjolein Ettema     |                                  |
| Lichtontwerp                                    | Paul Koomen          |                                  |
| Geluidsontwerp                                  | Maarten Houdijk      |                                  |
| Geluidsontwerp                                  | Jeroen Hoekstra      |                                  |
| Pruikontwerp                                    | Bobby Renooij        |                                  |
| Kostuumontwerp                                  | Regina Rorije        |                                  |
| Technisch uitvoerend producent en lichtoperator | Robin Gommers        |                                  |
| Kinderregisseur- en begeleiding                 | Maikel Nieuwenhuis   |                                  |
| Publiciteit                                     | Nienke van Manen     |                                  |
| Lichtprogrammeur                                | Zico Out             |                                  |

## Gouden ticket
Op 21 januari 2024 kreeg de cast uit handen van producent Sturkenboom de gouden ticket award overhandigd voor het behalen van meer dan 25.000 verkochte kaarten.